# 印多爾縣
印多爾縣是印度的一個縣，位於該國中部，由中央邦負責管轄，面積3,898平方公里，識字率為82.3%，人口在2001至2011年期間增長32.71%，2011年普查人口總數為3,272,335人，人口密度每平方公里839人。

## 外部連結
- Indore District（页面存档备份，存于）
- （页面存档备份，存于） List of places in Indore

22°40′N 75°45′E / 22.667°N 75.750°E